# Матиев, Ваха Бекаевич
Ваха Бекаевич Матиев (5 мая 1926, с. Старые Атаги — 1986) — советский чеченский журналист, писатель, публицист и сценарист.

## Биография
Родился в 1926 году в селе Старые Атаги.
Работал учителем, директором школы, затем инспектором в Министерстве финансов ЧИАССР.
В1958 году становится спецкором республиканской газеты «Ленинан некъ».
В1963 году принят на должность старшего редактора радио Госкомитета ЧИАССР по телевидению и радиовещанию, где проработал до 1984 года.
Писал сценарии к телевизионным и документальным фильмам, внёс немалый вклад в развитие чеченского документального и художественного фильмопроизводства. По его сценариям были сняты телевизионные фильмы «Трудная весна Атаги», «Бессмертие», а по пьесам поставлены телеспектакли «Последняя операция», «Партизаны».
Автор сценария считающегося первым чеченским художественным фильмом «В семнадцать мальчишеских лет» о Герое Советского Союза Ханпаше Нурадилове.
В 1971 году заочно окончил отдел журналистики Высшей партийной школы КПСС. Член Союза журналистов СССР.
Также был писателем-публицистом и краеведом родного села Старые Атаги.
Умер в 1986 году.